# Sturm & Drang Tour 2002
Sturm & Drang Tour 2002 – pierwszy album koncertowy niemieckiego zespołu industrialnego KMFDM, nagrany 24-27 czerwca 2002 roku w Chicago, Detroit i Cleveland i wydany 3 czerwca 2003 roku przez Wax Trax! Records. Trasa koncertowa "Sturm & Drang Tour 2002" promowała album Attak i oprócz piosenek z tego albumu na albumie znajdują się na żywo wykonane utwory z repertuaru grupy PIG, śpiewane przez jego frontmana Raymonda Wattsa.

## Lista utworów
1. "D.I.Y." - 4:55
2. "Attak/Reload" - 3:46
3. "Dirty" - 4:53
4. "Ultra" - 4:39
5. "These Boots Are Made for Walkin'" - 3:04
6. "Yohoho" - 4:19
7. "Find It Fuck It Forget It" - 2:58
8. "Sturm & Drang" - 4:03
9. "Megalomaniac" - 4:34
10. "Flesh" - 5:04
11. "Wrath" - 4:20
12. "Hot Hole" - 4:37
13. "Spit Sperm" - 5:09